# Seznam jezer v Irsku
Seznam irských jezer (irsky jezero – loch) zahrnuje přírodní jezera v Irsku, a sice pouze jezera, která leží zcela nebo částečně na území Irské republiky. Jezera jsou tříděna podle provincií a hrabství. Irská jezera, která leží pouze na území Severního Irska najdete v Seznamu jezer Spojeného království.

## Jezera (loughs) podle velikosti
| název             | rozloha (km²) | délka (km) | šířka (km) | hloubka (m) | nadm.výška (m) | hrabství                       |
| ----------------- | ------------- | ---------- | ---------- | ----------- | -------------- | ------------------------------ |
| Lough Corrib      | 176,0         | 42         | ?          | 10,0        | 9,0            | Galway, Mayo                   |
| Lough Derg        | 118,0         | ?          | ?          | 36,0        | 33,5           | Galway, Clare, Tipperary       |
| Lough Ree         | 105,0         | ?          | ?          | 35          | ?              | Roscommon, Longford, Westmeath |
| Lough Mask        | 87,0          | ?          | ?          | 58          | ?              | Mayo, Galway                   |
| Lough Conn        | 57,0          | ?          | ?          | 28          | ?              | Mayo                           |
| Upper Lough Erne  | 43,0          | ?          | ?          | ?           | ?              | Cavan                          |
| Lough Allen       | 36,0          | ?          | ?          | ?           | ?              | Leitrim, Roscommon             |
| Lough Sheelin     | 18,9          | ?          | ?          | ?           | ?              | Westmeath, Meath, Cavan        |
| Lough Leane       | 18,3          | ?          | ?          | ?           | ?              | Kerry                          |
| Lough Carra       | 16,0          | ?          | ?          | 15          | ?              | Mayo                           |
| Lough Oughter     | 14,6          | ?          | ?          | ?           | ?              | Cavan                          |
| Lough Ennel       | 14,4          | ?          | ?          | ?           | ?              | Westmeath                      |
| Lough Derravaragh | 11,3          | ?          | ?          | ?           | ?              | Westmeath                      |
| Lough Owel        | 10,2          | ?          | ?          | ?           | ?              | Westmeath                      |
| Lough Bofin       | 10,2          | ?          | ?          | ?           | ?              | Roscommon                      |
| Lough Cullin      | 8,1           | ?          | ?          | ?           | ?              | Mayo                           |
| Lough Ramor       | 8,0           | ?          | ?          | ?           | ?              | Meath                          |

## Jezera (loughs) podle polohy
Jezera jsou tříděna podle provincií a hrabství.

### Connacht

#### Galway(Gaillimh)
- Lough Corrib (odtok ř. Corrib do Galway Bay)
- Lough Cutra (př. Owendalulleegh)
- Lough Derg (odtok ř. Shannon do Mouth of the Shannon)
- Lough Inagh (v obl. Connemara)
- Lough Mask (odtok ř. Corrib do jezera Lough Corrib a do Galway Bay)
- Lough Rea (jižně od m. Loughrea)
- Lough Scannive (v obl. Connemara)

#### Mayo(Maigh Eo)
- Lough Beltra (jižně od m. Beltra)
- Carrowmore Lough (severně od m. Bangor)
- Lough Corrib (odtok ř. Corrib do Galway bay)
- Cross Lough (poloostrov Mullet)
- Lough Carra (odtok ř. Keel do jezera Lough Mask)
- Lough Conn (průtok do jezera Lough Cullin, ř. Moy a Killala Bay)
- Lough Cullin (odtok ř. Moy do Killala Bay)
- Dahybaun Lough (odtok do ř. Owenmore a z. Blacksod Bay)
- Lough Feeagh (severně od Newport)
- Lough Mannin (severně od m. Ballyhaunis)
- Lough Mask (odtok ř. Corrib do jezera Lough Corrib a do Galway Bay)
- Termoncarragh Lake (poloostrov Mullet)

#### Leitrim(Liatroim)
- Lough Allen (odtok ř. Shannon do jezera Lough Ree)
- Garadice Lough (západně od m. Newton Gore)
- Lough Gill) (východně od m. Sligo)
- Lough Macnean Upper (severně od m. Glenfarne na hranicích se Severním Irskem)
- Lough Melvin (východně od m. Kinlough na hranicích se Severním Irskem)
- Lough Rinn (Východně od m. Dromod)

#### Roscommon(Ros Comáin)
- Lough Allen (odtok ř. Shannon do jezera Lough Ree)
- Lough Arrow (severně od m. Ballinafad)
- Lough Bodero (západně od m. Dromod)
- Lough Bofin (západně od m. Dromod)
- Lough Flynn (východně od m. Ballyhaunis)
- Forbes Lough (odtok ř. Shannon do jezera Lough Ree)
- Lough Garra (odtok ř. Boyle)
- Lough Key (severně od m. Boyle)
- Kilglass Lough (západně od m. Dromod)
- Lough Ree (odtok ř. Shannon do Mouth of the Shannon)

### Leinster

#### Longford(An Longfort)
- Lough Ree (odtok ř. Shannon do Mouth of the Shannon)

#### Meath(na Mí)
- Lough Sheelin (odtok ř. Inny do ř. Shannon a Mouth of the Shannon)

#### Westmeath(An Iarmhí)
- Glen Lough (odtok do ř. Inny do ř. Shannon a Mouth of the Shannon)
- Lough Derravaragh (odtok ř. Inny do ř. Shannon a Mouth of the Shannon)
- Lough Ennell (přítok a odtok ř. Brosna)
- Lough Iron (odtok do ř. Inny do ř. Shannon a Mouth of the Shannon)
- Lough Lene (východně od m. Castlepollard)
- Lough Owel (severně od m. Mullingar)
- Lough Ree (odtok ř. Shannon do Mouth of the Shannon)
- Lough Sheelin (odtok ř. Inny do ř. Shannon a Mouth of the Shannon)

### Munster

#### Clare(An Cabhán)
- Ballyallia Lake (severně od města Ennis na ř. Fergus)
- Lough Derg (odtok ř. Shannon do Mouth of the Shannon)
- Inchiquin Lough (západně od m. Corofin)
- Doo Lough (jihozápadně od m. Miltown Malbay)
- Lough George (severovýchodně od m. Corofin)
- Lough Graney (západně od m. Flagmount)

#### Kerry(Ciarraí)
- Lough Gill (západně od z. Tralee Bay)
- Loch Leane (západně od m. Killarney)

#### Limerick(Luimneach)
- Lough Gur (severně od m. Bruff)

#### Tipperary(Thiobraid Árann)
- Lough Derg (odtok ř. Shannon do Mouth of the Shannon)

### Ulster(část patřícíIrské republice)

#### Cavan(An Cabhán)
- Derragh Lough (odtok ř.Inny do ř. Shannon a Mouth of the Shannon)
- Lough Gowna (odtok do jezera Lough Oughter a ř. Erne a Donegal Bay)
- Lough Kinale (odtok ř. Inny do ř. Shannon a Mouth of the Shannon)
- Lough Oughter (přítok Annalee, odtok ř. Erne a Donegal Bay)
- Lough Ramor (odtok do ř. Deel a Irského moře u Droghedy)
- Lough Sheelin (odtok ř. Inny do ř. Shannon a Mouth of the Shannon)
- Upper Lough Erne (odtok ř. Erne a Donegal Bay, na hranicích se Severním Irskem)

#### Donegal(Dún na nGall)
- Lough Barra (močál – ř. Gweebarra)
- Lough Derg (odtok do Severního Irska do ř. Mourne a záliv Lough Foyle)
- Lough Eask (odtok do Donegal Bay)
- Lough Fern (ř. Leannan)
- Lough Nacung (západně od m. Gweedore)
- Lough Nillan (močál – ř. Owenroe)
- Sheskinmore Lough (řř. Duvoge a Abberachrin)

## Jezera sbrakickou vodou

### Leinster

#### Wexford(Loch Garman)
- Lady's Island Lake (jižně od Wexfordu)
- Tacumshin Lake (jižně od Wexfordu)